# غاغينهايم أبو ظبي
غاغينهايم أبوظبي هو متحف فني مخطط سيقع في قلب المنطقة الثقافية في جزيرة السعديات بأبوظبي وعند اكتماله سيصبح أكبر متاحف غاغينهايم. المتحف من تصميم فرانك جيري.
يقدم المتحف برنامجاً فنياً متنوعاً يشتمل على مجموعة من الأعمال الفنية، والمعارض الخاصة، وأعمال التكليف، والأبحاث الفنية، ليُسهم في تعزيز الرؤى والأفكار حول التاريخ العالمي للفن الحديث والمعاصر.

## أهمية متحف غاغينهايم أبوظبي
من أهم  الأهداف والإنجازات التي يسعى المتحف إلى تحقيقها :
- عرضالأعمال الفنية العالمية في القرنين العشرين والحادي والعشرين
- تنظيم المحاضرات والندوات
- استضافة الحفلات الموسيقية والعروض المسرحية والسينمائية
- توفير البرامج التعليمية وعروض الأداء الفنية
- دعم الأعمال الفنية المعاصرة
- التعريف بمسيرة الفنانين العالمية وتاريخ الحركات الفنية

## مرافق متحف غاغينهايم في أبوظبي
سيكون متحف غاغينهايم في أبوظبي أكبر متحف  غاغينهايم في العالم، والوحيد في المنطقة، حيث تبلغ مساحته 42 ألف متر مربع ومن مرافقه:
- معارض كبيرة تمتد على مساحة 12,000 متر مربع للمجموعات الفنية الدائمة
- قاعات للمعارض الخاصة
- مركز تعليمي خاص بالمتحف لتعليم الفن للأطفال
- مركز للفنون والتكنولوجيا
- مسرح يضم 350 مقعد
- ردهة زجاجية جميلة وساحات خارجية

- أرشيف ومكتبة
- مركز للأبحاث ومختبر لحفظ المخطوطات النادرة.

## تاريخ

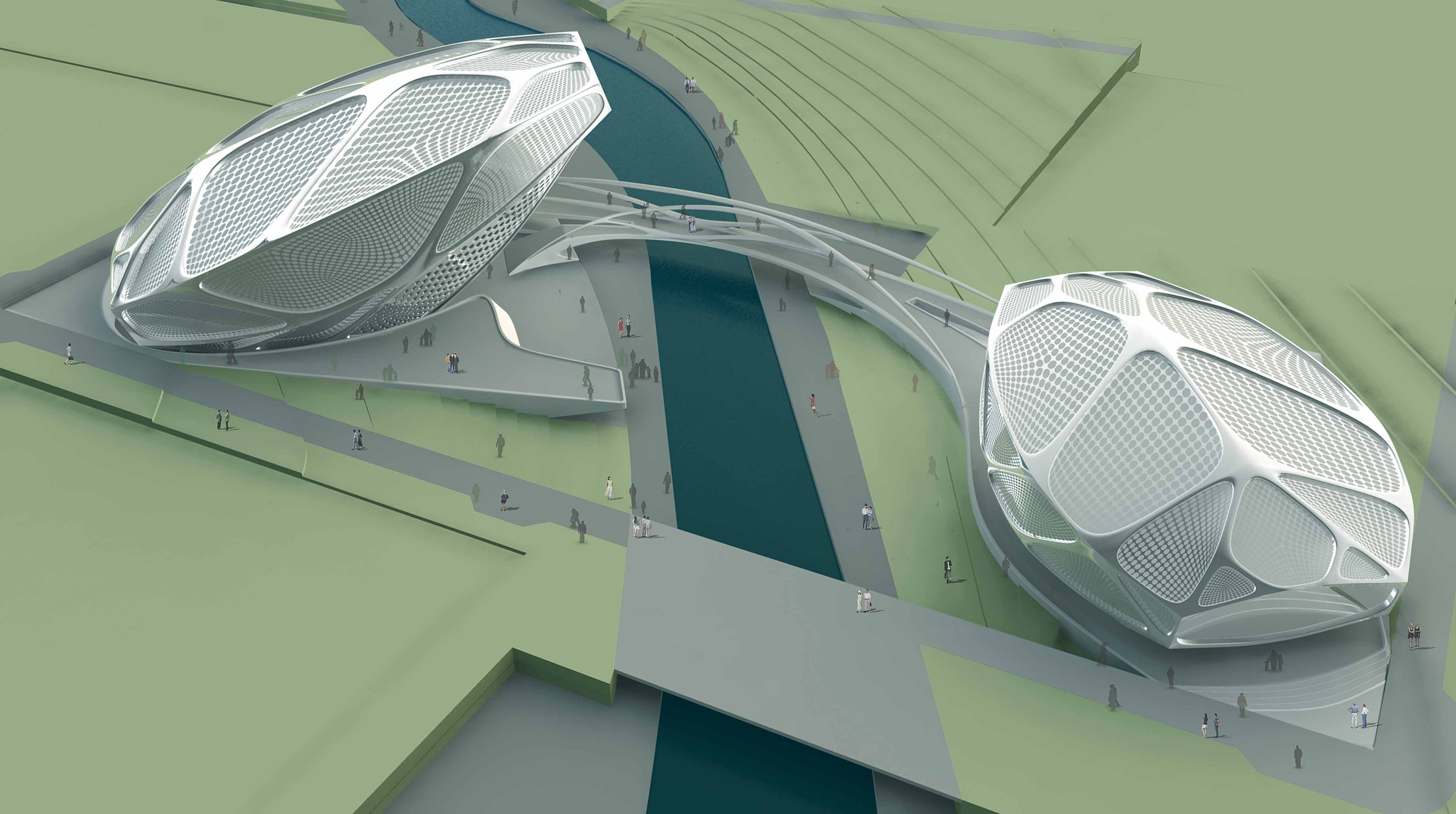
متحف غاغينهايم أبوظبي

في 8 يوليو 2006، أعلنت مدينة أبوظبي، عاصمة دولة الإمارات العربية المتحدة، أنها وقعت اتفاقية مع مؤسسة سولومون آر غوغنهايم في مدينة نيويورك لبناء متحف غوغنهايم بمساحة 30 ألف متر مربع (320 ألف قدم مربع) في جزيرة السعديات.
في عام 2008، أعلن متحف غوغنهايم أن شركة أبوظبي للتنمية والاستثمار السياحي ستمتلك المتحف، في حين ستقوم مؤسسة غوغنهايم بإنشاء وإدارة برنامجه. قال ويليام ماك، رئيس مؤسسة سولومون آر. جوجنهايم: "بإحساس قوي بالسابقة التاريخية ومع الالتزام الدائم بالتبادل الثقافي كجسر للتفاهم الدولي، دخلت المؤسسة في هذه الاتفاقية لإنشاء متحف جوجنهايم. في أبوظبي." وأكد ولي عهد أبوظبي آنذاك، ورئيس دولة الإمارات العربية المتحدة وحاكم أبو ظبي محمد بن زايد آل نهيان أن الاتفاقية توضح تصميم حكومة أبو ظبي على إنشاء وجهة ثقافية عالمية المستوى لسكانها وزوارها.
يعكس غوغنهايم أبوظبي رؤية إمارة أبوظبي التي تهدف إلى ترسيخ مكانتها كوجهة ثقافية رائدة في المنطقة. ومركزاً للتبادل الفني والثقافي، ويهدف إلى تعزيز الوعي والإهتمام بالفن العالمي الحديث والمعاصر وتوفير منصة إبداعية للفنانين من مختلف أنحاء العالم.
وسيكرس المتحف  جهوده للتعليم والتوعية المجتمعية إلى جانب تطوير الدراسات والتفسير لمفاهيم الفن العالمي الحديث والمعاصر، وسيسهم من خلال برامجه المتنوعة في نشر المعارف والرؤى الجديدة حول الفن. من غرب وجنوب آسيا وشمال أفريقيا وغيرها.
وقدأعلنت دائرة الثقافة والسياحة – أبوظبي عن استمرارالعمل رسمياً في مشروع متحف جوجنهايم أبوظبي لاستكماله خلال عام 2025

## روابط خارجية
فيديو عن  متحف غاغينهايم أبو ظبي